# Enota osnovnega in dopolnilnega vojaškostrokovnega usposabljanja Slovenske vojske
Enota osnovnega in dopolnilnega vojaškostrokovnega usposabljanja Slovenske vojske (okrajšava Enota OVSU SV) je temeljna vojaško-izobraževalna ustanova, ki organizira in izvaja programe za pridobitev vojaških evidenčnih dolžnosti poklicnih vojakov Slovenske vojske; enota je v sestavi Centra za usposabljanja Slovenske vojske.

## Poveljstvo
Načelniki
- stotnik Bojan Golič Derenčin (14. september 2004 - 2008?)